# Ährenkrone

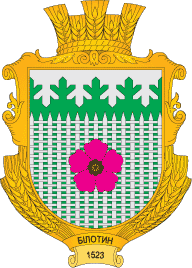
Ährenkrone auf dem Schild von Bilotyn

Die Ährenkrone oder auch Weizenkrone ist in der Heraldik ein Prachtstück.
Dargestellt wird eine Krone mit fünf Zacken aus Ähren gebildet. Die mittlere Zacke und die beiden äußeren sind die höchsten Zacken. Den Stirnreif bildet ein geflochtener Ährenkranz.
Die Krone ist auf ukrainischen Stadtwappen zu finden und hat die ähnliche Funktion einer Mauerkrone.